# Закревский, Александр Васильевич
Закревский Александр Васильевич (декабрь 1923, город Ржев, ныне Тверская область — 1995, Харьков) — полковник, лётчик-истребитель, участник Великой Отечественной войны.

## Биография
Александр Закревский родился в декабре 1923 года в городе Ржеве, современная Тверская область. В ряды РККА вступил в 1940 году, участвовал в Великой Отечественной войне с первых дней сражения. Был ранен во время штурмовки эшелоне. Бой проходил в районе Глухой Крести. Из-за полученной травмы (раздробленного колена) был отстранен медкомиссией от службы в авиации.  В апреле 1943 года вернулся в строй в состав 254-го истребительного авиационного полка (269-я истребительная авиационная дивизия, 14-я воздушная армия, Волховский фронт). 
24 мая 1943 года в качестве командира разведывательного звена в звании младший лейтенант, Закревский А. В. вылетел на разведку.  Его самолет И-16 сопровождался четырьмя истребителями Ла-5. Во время разведывательной операции подо Мгой, Закревский и один из лётчиков Ла-5 были атакованы вражескими Me-110 в сопровождении двух FW-190. Самолет Закревского получил  пробоину в правом крыле, во избежание атаки сзади самолетом противника и выручая товарища от огня,  лётчик  пошёл на таран. Во время удара был выброшен из кабины, потеряв сознание. Очнувшись, успел раскрыть парашют.  За подвиг был награждён орденом Красного Знамени. 
Во второй половине войны воевал на Ленинградском и 3-м Прибалтийском фронтах. Участник прорыва «Северного вала» и  освобождение Риги. Войну закончил в должности командира полка. Ушел в отставку в 1960 по состоянию здоровья. Жил в Харькове. 
А. В. Закревский совершил около 350 боевых вылетов, провёл около 35 воздушных боёв, в которых сбил лично 7 самолётов противника.

## Награды
- Орден Красного Знамени
- Орден Красного Знамени
- Орден Отечественной войны I степени
- Медаль «За отвагу»
- Медаль «За оборону Ленинграда»
- Медаль «За победу над Германией в Великой Отечественной войне 1941–1945 гг.»
- Медаль «За боевые заслуги»
- Орден Красной Звезды

## Список воздушных побед
| Д а т а    | Противник               | Место падения самолёта илипроведения воздушного боя | Свой самолёт |
| 24.05.1943 | 1 ФВ-190 (сбит тараном) | Путилово                                            | И-16         |
| 09.02.1944 | 1 Хш-126                | восточнее Люба                                      | Ла-5         |
| 22.02.1944 | 1 ФВ-190                | Ситно-Пески                                         | Ла-5         |
| 19.03.1944 | 2 Ю-87                  | Жидилов Двор - Погорелок                            | Ла-5         |
| 04.04.1944 | 1 ФВ-190                | западнее Ершово                                     | Ла-5         |
| 04.04.1944 | 1 ФВ-190                | Атаки                                               | Ла-5         |